# Jaime Ordiales
José Jaime Ordiales Domínguez, mais conhecido como Jaime Ordiales (Cidade do México, 23 de dezembro de 1962), é um treinador e ex-futebolista mexicano que atuava como meio-campo. Atualmente, dirige o Necaxa.

## Carreira
Ordiales sempre atuou no México, onde atuou pelas seguintes equipes: Necaxa, Deportivo Neza, Cruz Azul, Chivas de Guadalajara, Puebla, Tecos UAG, León, Toluca, León, La Piedad e Pachuca. além de ter atuado na Copa do Mundo FIFA de 1998, pela Seleção Mexicana.
Atualmente inicia como treinador de futebol, no Necaxa, clube que o revelou como futebolista e que está desde de maio de 2012.